# Adolf Goldschmidt
Adolf Goldschmidt (Hamburg, 15 de gener de 1863 - Basilea, 5 de gener de 1944) va ser un historiador de l'art alemany.
Després d'una curta carrera als} negocis, es va dedicar a l'estudi de la Història de l'art a les universitats de Jena, Kiel i Leipzig, graduant-se el 1889 amb la tesi Lübecker Malerei und Plastik bis 1530, la primera anàlisi detallada de l'art medieval del nord-est d'Alemanya. Després de viatjar per Alemanya, Dinamarca, Suècia, els Països Baixos, Anglaterra, França i Itàlia, a la presentació de la seva obra Der Albanipsalter in Hildesheim und Seine Beziehung zur Symbolischen Kirchenskulptur des 12. Jahrhunderts, es va convertir en professor de la Universitat Lliure de Berlín.
La seva Studien zur Geschichte der Sächsischen Skulptur in der Uebergangszeit vom Romanischen zum gotischen Stil (Berlín, 1902) va traçar el desenvolupament gradual de l'escultura alemanya amb relació al període del seu floriment al segle xiii. El seu Die Kirchenthür des Heil. Ambrosius in Mailand (1902) va mostrar per primera vegada la porta de l'Església de San Ambrosio a Milà com un monument d'art paleocristià. També va contribuir amb una sèrie d'importants articles sobre la pintura del nord d'Alemanya, l'escultura de Saxònia, i els primers manuscrits medievals en miniatura, a la Repertorium für Kunstwissenschaft, Zeitschrift für Christliche Kunst, and Jahrbuch der Kgl. Preussischen Kunstsammlungen.